# Stigmatomma octodentatum
Stigmatomma octodentatum es una especie de hormiga del género Stigmatomma, familia Formicidae. Fue descrita científicamente por Xu en 2006.
Se distribuye por China. Se ha encontrado a elevaciones de hasta 2150 metros. Vive en bosques de pinos.